# 海流图庙
參數所指定的目標頁面不存在，建議更正成存在頁面或直接建立下列一個頁面（建立前請先搜尋是否有合適的存在頁面可以取代）：
- 海流图庙 (张北)

海流图庙，藏语名“召旦巴达尔杰令”。因由固什（翻译家）喇嘛萨木腾扎木苏始建，故俗称“固什庙”，汉语谐音称“古神庙”。位于内蒙古自治区鄂尔多斯市乌审旗嘎鲁图镇境内海流图河畔。是一座藏传佛教格鲁派寺院。

## 简介
清朝顺治年间，固什喇嘛萨木腾扎木苏在此兴建山神庙。康熙五十四年（1715年），施主集资兴建十三座密洞式殿堂，并自拉萨请来释迦牟尼佛像、金塔，自甘肃拉卜楞寺请来108卷《甘珠尔》，诵经开光供奉在庙内。
固什喇嘛萨木腾扎木苏原来是俗人，18岁参加科举，任伊克昭盟盟府笔帖式，28岁出家当喇嘛，后来赴北京、拉萨学习，精通蒙古文、藏文，著有蒙古文佛教诗篇、藏译蒙佛教诗篇数十种。
同治六年（1867年），该庙被马化龙回民起义军烧毁。光绪六年（1875年）重修。重修后，该庙有大经堂25间、哲学院窑洞式殿堂12间、大经堂及哲学院外围有十三座窑洞式殿堂，各殿堂间各有一座佛塔，大经堂前有六间阁楼式门殿，阁楼上供奉天母佛。此外，该庙还有喇嘛住房200多间。该庙西北的高丘上有十三座鎏金佛塔。
1909年，反抗清政府放垦旗地的乌审旗十二个独贵龙联合选出“公会”，在海流图庙成立独贵龙运动指挥部。自此，海流图庙成为乌审旗的政治中心。1926年，锡尼喇嘛领导的内蒙古人民革命军12团驻守海流图庙。1927年至1930年，乌审旗扎萨克特古斯阿穆古朗与陕西省驻榆林的军阀井岳秀共同镇压乌审旗的人民武装，在此多次发生战斗，海流图庙的殿堂遭不同程度破坏。
海流图庙每年农历正月初三至十六日举办大经堂法会，正月十四日跳大经堂查玛舞。农历四月初五日念诵玛呢经。农历三月十五至四月十六日举办哲学院法会，农历七月初九日跳大经堂查玛舞。海流图庙设大喇嘛1名、沙布隆5名、总管1人、掌堂师 2名、领经师2名、管理员1名、保管2名，喇嘛最多时曾达到160多名。中华人民共和国成立前，有喇嘛80名。
文化大革命中，海流图庙遭到严重破坏，仅存十二座窑洞式殿堂。改革开放后，国家拨款维修海流图庙，海流图庙成为乌审旗宗教活动点之一。